# Siemens Networks
Die Siemens Networks GmbH & Co KG war vom 1. Oktober 2006 bis 31. März 2007 die Weiterführung der ehemaligen Siemens-Sparte Communications (ohne den Bereich Enterprise) als eigenständige Firma. Diese Firma wurde nach der Zusammenlegung mit Nokia Networks Business zum 1. April 2007 zum neuen gemeinsamen Joint Venture Nokia Siemens Networks (heute Nokia Networks) übergeführt.